# Sticklberg
Sticklberg ist ein Ortsteil der Gemeinde Rettenegg im Bezirk Weiz in der Steiermark.
Die Streusiedlung befindet sich nördlich von Rettenegg am Abhang des Pretul. Sticklberg bezeichnet die Bergflanke sowie auch die Siedlung auf dieser, die direkt angrenzend an Rettenegg dicht ausgebaut ist und nach Norden hin aus mehreren freistehenden Höfen besteht.